# Drus el Vell
Neró Claudi Drus, (llatí: Nero Claudius Drusus) conegut normalment com a Drus el Vell o Drus el Major (llatí: Drusus Major) va ser el germà petit de l'emperador Tiberi, fill de Lívia Drusil·la i de Tiberi Claudi Neró. Era de la gens Clàudia, una família patrícia, però per part de la seva àvia materna tenia ascendència plebea.

## Biografia
Segons Suetoni, en néixer va rebre el praenomen Dècim, que més endavant va abandonar i va rebre el de Neró (el qual no era un praenomen a l'ús i comportava una pràctica estranya). August es va enamorar de la seva mare i Lívia es va divorciar de Tiberi Claudi Neró i es va casar amb August. Drus va néixer a casa d'August als tres mesos de casat amb Lívia i van córrer rumors que August n'era en realitat el pare (38 aC). August va enviar al nou nat a Tiberi Claudi Neró, però aquest va morir al cap de poc i va nomenar August guardià dels seus fills Tiberi i Drus.
Va créixer sota la custòdia d'August i pel seu caràcter va ser més estimat pel poble que el seu germà gran Tiberi. Tot el que feia, tenia un aire aristocràtic, i era cortès en les seves maneres. Mostrava sempre als seus amics un comportament uniforme, sense alternances capricioses entre familiaritat i distància, i semblava per naturalesa un príncep i un estadista. Se sabia que tenia ganes de restaurar la República, i això el feia estimat de la gent, que tenia l'esperança de poder recobrar les antigues llibertats. Va escriure una carta al seu germà per demanar-li que influís en August i li demanés la renúncia a l'imperi, però Tiberi el va trair i va ensenyar la carta a August. Però malgrat aquest fet, els dos germans van mantenir l'estima almenys aparent durant la seva vida. Segons Valeri Màxim aquesta actitud només tindria un paral·lel: l'amistat entre Càstor i Pòl·lux. En les relacions quotidianes, la conducta de Drus era exemplar.
Es va casar amb Antònia coneguda com a Antònia Menor, a la que va estimar i li va ser sempre fidel. El casament es devia fer quan era força jove, ja que Drus va morir amb trenta anys deixant tres fills vius: Germànic Cèsar, Claudi i Clàudia Livil·la, a més d'alguns que havien mort d'infants.
Va començar aviat la seva vida pública. El 19 aC va obtenir el permís especial del senat per exercir magistratures cinc anys abans de l'edat establerta. El 16 aC quan August va anar a la Gàl·lia i se'n va emportar Tiberi, que llavors era pretor, Drus va assolir aquest càrrec com a suplent del seu germà.
El 15 aC va ser qüestor i va ser enviat contra els recis o retis que hom acusava d'haver atacat comerciants romans o aliats romans. Les muntanyes de Rètia estaven dominades per bandits que cobraven impostos als agricultors de les planes, i atacaven tots els qui no pagaven un impost per quedar lliures. Drus va atacar els bandits i va matar-ne tots els mascles que van caure a les seves mans i va derrotar-los als Alps Tridentins, on els recis havien fet una incursió. La seva victòria no va ser decisiva, però va obtenir honors pretorians com a recompensa.
Els recis van ser expulsats d'Itàlia però van seguir atacant zones de la Gàl·lia i Tiberi va ser enviat per August a ajudar Drus. Els dos germans conjuntament van derrotar recis i vindèlics, i algunes tribus es van sotmetre voluntàriament. El país va haver de pagar un tribut i part de la seva població va ser deportada perquè no hi hagués més possibilitats de revolta.
A la tornada d'August a Roma l'any 13 aC Drus va ser enviat a la Gàl·lia on s'havia produït una revolta causada per les exaccions del governador romà Licini, que per augmentar la recaptació del tribut mensual, havia dividit l'any en catorze mesos. Drus va fer una nova avaluació de les propietats a efectes impositius, i l'any 12 aC es van eliminar els conflictes ocasionats per aquelles mesures financeres.

### Campanyes germàniques
Els sicambris i els seus aliats amb l'excusa d'anar a un festival anyal fet a Lugdúnum a l'altar d'August, van instigar a algunes tribus de la Gàl·lia a la revolta. Els sicambris van creuar el Rin en el seu ajut. Drus va anar a Batàvia i els va perseguir fins al seu propi territori que va assolar. Va seguir llavors el curs del riu Rin, va arribar a la mar, i per mar va atacar els frisis i després va passar a territori dels caucs, on els seus vaixells van quedar varats a causa de les marees. Van ser rescatat per l'ajuda amistosa dels Frisons. Com que s'acostava l'hivern, va tornar a Roma, on l'any 11 aC va ser pretor urbà. Drus va ser el primer general romà que va arribar a l'oceà que banya les costes germàniques. És probable que unís la necessitat militar de reconèixer la costa amb l'esperit d'aventura i descobriment científic. Donat el caràcter nòmada de les tribus que va sotmetre, no és fàcil conèixer amb precisió la seva localització. S'hi adjunta també la dificultat d'identificar els llocs geogràfics a causa de les alteracions que han sofert en el temps.
Estrabó esmenta una batalla naval al riu Ems contra els brúcters després de la qual es van dominar les illes de la costa entre elles Virchamis (Borkum), i probablement Drus va operar al Zuidersee (Lacus Flevus). No se sap el motiu concret de perquè Drus va arribar a l'oceà, però se sap que havia construït un canal que unia el braç oriental del Rin amb l'Yssel, i així havia obert el camí cap al Zuidersee. Aquesta opinió és confirmada per un passatge de Tàcit on Germànic, quan va entrar a la Fossa Drusiana, prega per la protecció del seu pare, que havia anat feia temps davant seu, i després navegava pel Zuidersee cap a l'oceà, fins a la desembocadura de l'Ems.
No va estar-se gaire temps a Roma i el mateix any va tornar a Germània i va dominar als usipets, va fer un pont sobre el riu Lippe, va envair el territori dels sicambris (ocupats en una guerra contra els cats), va passar pel territori dels queruscs fins al Visturgis (Weser) i va retornar per manca de provisions i perquè s'acostava l'hivern. A un perillós pas anomenat Arbalo, es va escapar de poc d'una embocada i hi va rebutjar l'atac dels germanons (queruscos, sueus i sicambris). Drus va construir dues fortaleses, una a la confluència del Luppia (Lippe) amb l'Aliso (potser l'Alm o el Lise) que podria ser la moderna Elsen Nehaus al districte de Paderborn o Lipstadt al districte de Münster, i l'altra al país dels cats al Rin (aquesta darrera probablement la moderna Cassel).
Altre cop va tornar a Roma amb una alta reputació i va obtenir del senat l'honor d'una ovació i les insígnies del triomf, i es va decretar que al final del seu mandat com a pretor tindria autoritat proconsular. August no li va permetre usar el títol d'Imperator que l'exèrcit del Rin li havia donat i que començava a tenir un sentit diferent de l'antic.
L'any 10 aC va tornar a Germània on els cats havien abandonat els territoris que els romans els havien assignat; inicialment els cats es van negar a aliar-se amb els sicambris però finalment van signar un acord amb aquest poble contra els romans. Però les forces unides foren derrotades per Drus. Aquest va atacar llavors els nervis dirigits per Senectius i Anectius i segurament durant aquesta campanya va fer construir una fortalesa sobre el Taunus.
Després va deixar Germània, es va reunir amb August i Tiberi que l'esperaven a Lugdúnum i van tornar tots junts a Roma on, poc després d'arribar, hi fou elegit cònsol per l'any 9 aC.
Abans de començar el consolat el gener de l'any 9 aC ja va marxar una altra vegada cap a Germània. Aquell hivern hi va haver fortes tempestes i inundacions. Drus va atacar els cats que va derrotar en una ferotge batalla, i va entrar llavors als país dels sueus derrotant els marcomans, que eren una tribu dels sueus, i segurament fou llavors quan va nomenar Vanni rei d'ells. Tot seguit va marxar contra els queruscos, va creuar el Wèser i va arribar fins a l'Elba.
Aquí no va arribar a travessar el riu suposadament per un fet miraculós: una dona més gran que un ser humà se li va aparèixer i li va dir "on vas insaciable Drus, els deus prohibeixen el teu avanç, aturat! El final dels teus fets i de la vida és imminent". Drus va tornar llavors cap al Rin i a la tornada es van produir alguns fets que van espantar els supersticiosos romans: llops, genets, laments de dones, estels fugaços al cel. Drus va morir entre l'Elba i el Sala (probablement el Saal a Turíngia) segons Titus Livi a conseqüència d'una caiguda de cavall que li va trencar la cama (va morir al cap de 13 dies segurament de la gangrena). Els altres historiadors no esmenten la cama de Drus. Suetoni diu que Drus va ser enverinat per August, però, si bé és probable que l'emperador estigués enfadat amb ell per la seva ofensiva excessiva, tanmateix no sembla pas versemblant que arribés a fer-lo enverinar.

### Mort
Tiberi que era amb August i Livia a Pavia quan es va conèixer la malaltia de Drus, va recórrer la distància fins al lloc on era, creuant un perillós país, viatjant nit i dia, i va arribar just a temps de tancar els ulls del seu germà (segons Plini el Vell). Tiberi va assolir el comandament. El campament on va morir va rebre el nom de Scelerata; el cos fou portat al campament romà de Moguntiacum (Magúncia). Tiberi va portar després el cos a Itàlia i fou incinerat al Camp de Mart i les cendres dipositades a la tomba propietat d'August. Es va decretar la concessió del cognom Germànic a títol pòsthum per ell i per la posteritat i un arc de marbre fou erigit en memòria seva a la via Àpia.
Són diversos els historiadors que parlen de la fúria amb què va actuar a Germània on milers de persones foren deportades, milers executades, moltes regions devastades i una atmosfera de terror es va imposar entre les tribus germàniques. Drus era un combatent incansable i sovint desafiava els caps enemics a combat singular. La zona entre el Rin i el Wèser va quedar dominada sota el seu comandament i va erigir nombroses fortaleses per assegurar el poder romà en aquestes regions al Mosa, el Wèser i fins a l'Elba (Florus diu que unes cinquanta fortaleses a la vora del Rin -riu sobre el qual va fer construir dos ponts- i més enllà).